# استان زاکارپاتیا
استان زاکارپیتا (به لاتین: Zakarpattia Oblast) یک سکونتگاه مسکونی در اوکراین است که در اوکراین واقع شده‌است.

## خصوصیات
استان زاکارپیتا ۱۲٬۷۷۷ کیلومترمربع مساحت و ۱٬۲۴۱٬۸۸۷ نفر جمعیت دارد.